# 战时违抗命令罪
战时违抗命令罪是中华人民共和国的一项可足以判处死刑的罪名，是指中国人民解放军军人在战时拒不执行上级命令，对作战造成危害的行为。

## 刑法规定
根据《中华人民共和国刑法》第421条，犯本罪的，处三年以上十年以下有期徒刑；致使战斗、战役遭受重大损失的，处十年以上有期徒刑、无期徒刑或者死刑。